# Coruncala latipennis
Coruncala latipennis är en fjärilsart som beskrevs av Walker 1865. Coruncala latipennis ingår i släktet Coruncala och familjen nattflyn. Inga underarter finns listade i Catalogue of Life.